# Médaille George Szekeres
La médaille George Szekeres est une distinction mathématique décernée par la Société mathématique australienne pour des contributions remarquables à la recherche sur une période de quinze ans. Ce prix, créé en 2001, est donné tous les deux ans, les années paires pour le travail qui a été réalisé principalement en Australie.
Cette médaille commémore l'œuvre de George Szekeres, de la FAA, pour ses réalisations en théorie des nombres, combinatoire, analyse, et théorie de la relativité.

## Lauréats
- 2022 : Igor Shparlinski[1]
- 2021 : Varghese Mathai (université d'Adelaide)
- 2020 : Nalini Joshi (université de Sydney) et Ole Warnaar (Université du Queensland)[2].
- 2018 : Peter Taylor (université de Melbourne)
- 2016 : Jim Hill (Université d'Adelaide) et Gus Lehrer (Université de Sydney)[3]
- 2014 : Cheryl Praeger (université d'Australie-Occidentale, Perth)[4].
- 2012 : Ross Street (université Macquarie, Sydney[5] et Neil Trudinger (université nationale australienne, Canberra).
- 2010 : Peter Gavin Hall (université de Melbourne, Melbourne[6].
- 2008 : J. Hyam Rubinstein (université de Melbourne)[7].
- 2006 : Anthony J. Guttmann (université de Melbourne)[8].
- 2004 : Robert S. Anderssen (CSIRO, Canberra)[9].
- 2002 : Ian Sloan (université de Nouvelle-Galles du Sud, Sydney) et Alfred van der Poorten (université Macquarie)